# 日本盆栽協会
一般社団法人 日本盆栽協会（にほんぼんさいきょうかい）は盆栽愛好家による団体。
1934年から始まった最古の盆栽展「国風盆栽展」を開催する国風盆栽会を継承して1965年に発足した。
会長は総理大臣経験者など政界の要人が務めている。元文部科学省所管。

## 概要
- 所在地 - 〒110-0008 東京都台東区池之端2-8-1
- 会員 - 約4000人
- 理事長 - 青䕃　文雄

- 毎年2月に東京都美術館で国風盆栽展を開催している。
- 各支部では愛好家同士の親睦を深めるため、盆栽展や講習会を開催している。
- 貴重な盆栽の登録制度、公認講師制度を実施している。
- 『国風盆栽展（写真集）』、月刊誌『盆栽春秋』、入門書『盆栽を楽しもう』などの書籍を発行している。

## 沿革
1964年9月1日、盆栽協会は盆栽芸術の向上と普及発展をはかり、かつ、国民の情操を高め、併せて文化の発展に寄与することを目的として、国風盆栽会を母体として盆栽愛好家と業界人とが相たずさえて盆栽趣味家の任意団体として設立された。同年に開催された1964年東京オリンピックに協賛し、日比谷公園内で日本盆栽水石展を開催した。（1964年10月10日〜25日）来日した海外からの人々に盆栽を育む日本人の優しい心、平和の心を数多くの作品の鑑賞を通して理解させたばかりではなく、国内の人々にも盆栽に対する理解を深めたことは大きなものがあり、盆栽協会を社団法人としてその使命を推進すべきであるという会員総意を認めて、1965年2月11日をもって文部省許可のもとに一切の手続きを完了し、社団法人日本盆栽協会として初代会長に吉田茂元首相を会長に迎えて輝かしい出発をした。2012年4月、一般社団法人として認可された。

## 事業
- 日本万国博覧会 盆栽水石展の開催（昭和45年3月～9月　大阪千里）現在でも万博公園、日本庭園として保存公開されている。
- 国際花と緑の博覧会に盆栽を出展（平成2年4月～9月　大阪府鶴見緑地）
- アメリカ建国200年記念事業として盆栽を贈呈。昭和50年3月20日、岸信介協会会長よりホジソン駐日大使に目録を贈呈、贈呈した盆栽53点は米軍軍用貨物機により搬送された。現在、盆栽はワシントンＤＣにあるアメリカ国立樹木園に特別展示場を造り常時展示されている。
- 世界盆栽大会の開催と世界盆栽有効連盟の設立（平成元年4月6日～9日）
- 国営昭和記念公園「盆栽苑」（東京都立川市）開園に協力した。（平成16年）
- 2017年4月、史上最大規模の盆栽イベント「第8回 世界盆栽大会 in さいたま」を開催した。（主催:第8回世界盆栽大会inさいたま実行委員会）

## 歴代会長
- - 初代 吉田茂　（1965年2月～1967年10月）
  - 二代 岸信介　（1968年5月～1987年8月）
  - 三代 福田赳夫（1988年5月～1995年7月）
  - 四代 原文兵衛（1996年11月～1999年9月）
  - 五代 藤尾正行（2000年5月～2005年11月）
  - 六代 宮澤喜一（2005年11月～2007年6月）
  - 七代 河野洋平（2007年10月〜2017年6月）
  - 八代下村博文 （2018年6月  ～  現在）